# Муррайя
Муррайя (лат. Murraya) — род вечнозелёных кустарников или деревьев семейства Рутовые. Представители этого рода похожи на виды из рода Цитрус (Citrus).
Естественный ареал рода — тропические леса Индии, Индокитай, острова Ява и Суматра.

## Название
Род назван в честь Юхана Андреаса Муррея (швед. Johan Andreas Murray, 1740—1791), шведского ботаника, ученика Карла Линнея, одного из его «апостолов».
В литературе на русском языке для этого рода обычно используется название Муррайя, хотя встречается и более правильное с точки зрения этимологии название Муррея.

## Биологическое описание

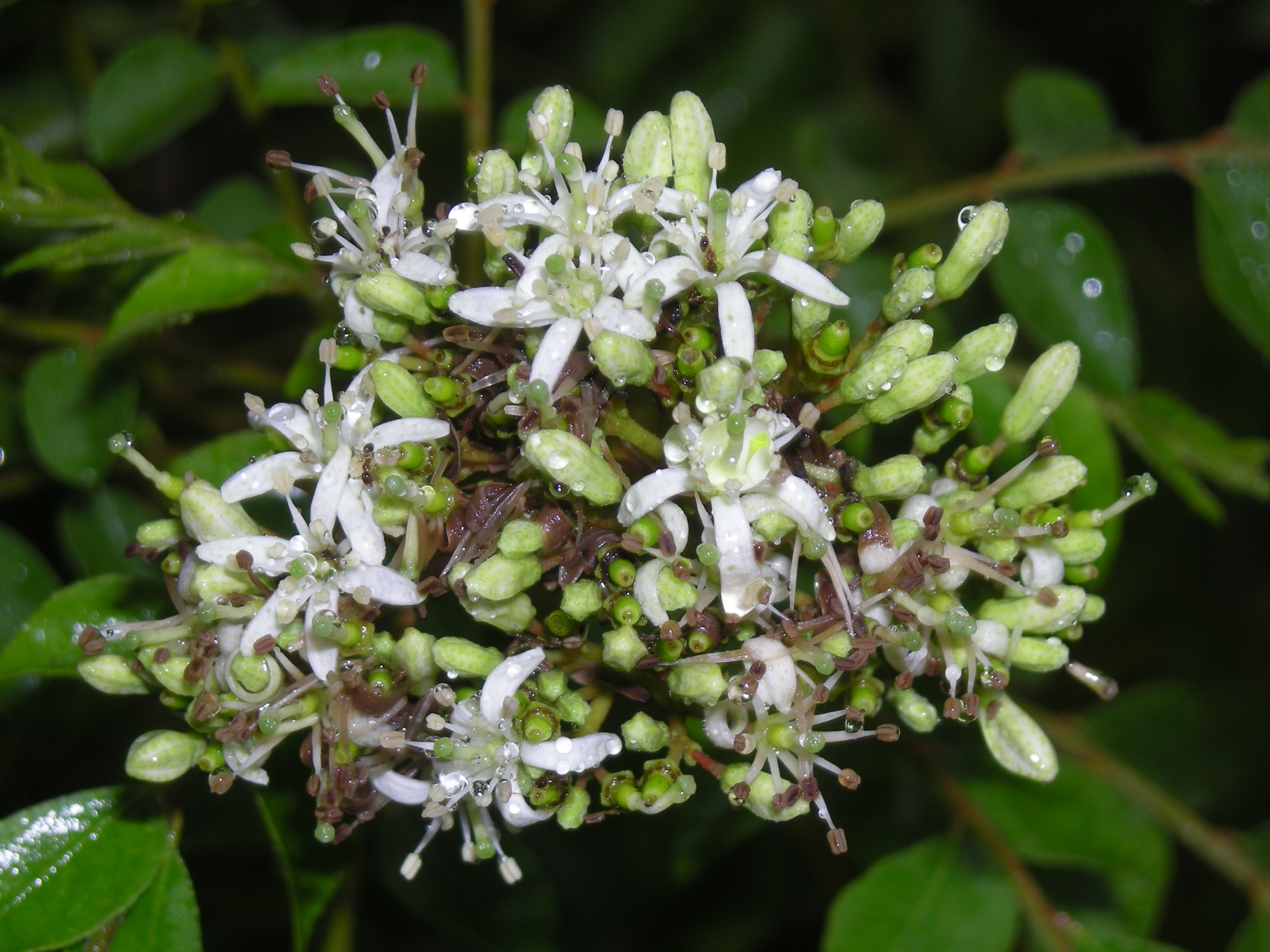
Муррайя Кёнига — «дерево карри»

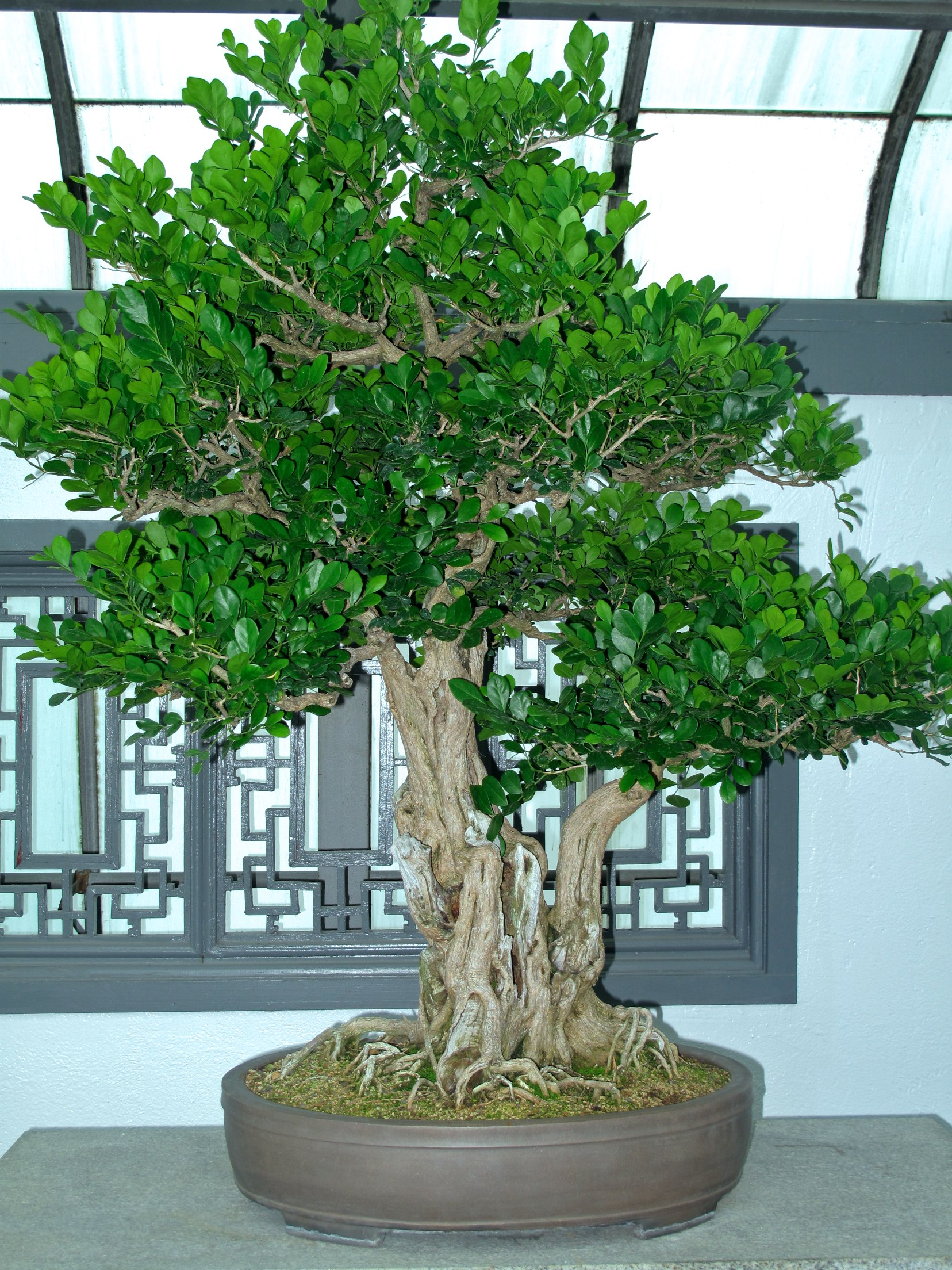
Муррайя метельчатая как комнатное растение (бонсай)

Молодые побеги муррайи опушённые, взрослые — гладкие.
Листья непарноперистосложные, с пятью или семью эллиптическими листочками; кожистые, тёмно-зелёные, ароматные.
Цветки одиночные или собранные в верхушечные соцветия, часто с сильным ароматом, диаметром около 2 см, белые или светло-кремовые. Растение может цвести более полугода подряд.
Плод — небольшая съедобная ягода красного цвета; время созревания — около четырёх месяцев. На растении могут быть одновременно и новые бутоны, и цветки, и созревшие плоды.

## Виды
По информации базы данных The Plant List, род включает 8 видов:
- Murraya alata Drake — Муррайя крылатая[3]
- Murraya crenulata (Turcz.) Oliv. — Муррайя мелкогородчатая
- Murraya euchrestifolia Hayata
- Murraya koenigii (L.) Spreng. — Муррайя Кёнига наиболее известная, кустарник из Индии высотой до трёх метров со светло-кремовыми мелкими цветками и мелкими плодами чёрного цвета.
- Murraya kwangsiensis (C.C. Huang) C.C. Huang
- Murraya microphylla (Merr. & Chun) Swingle
- Murraya paniculata (L.) Jack — Муррайя метельчатая [syn. Murraya exotica L. — Муррайя экзотическая] — кустарник высотой до трёх метров с небольшими листьями, белоснежными цветками и ярко-красными плодами размером до 2 см.
- Murraya tetramera C.C. Huang

## Применение
Листья Муррайи Кёнига («дерева карри») имеют приятный аромат, в Индии и в Шри-Ланке их в свежем виде добавляют в овощные и мясные блюда, а чаще — обжаривают листья в топлёном масле, после чего это масло, ставшее ароматным, используют для приготовления других блюд. В сушёном виде листья добавляют в приправу карри, но это не обязательный элемент для этой приправы (англичане назвали растение «деревом карри» по незнанию).
Как комнатное растение хорошо известна Муррайя метельчатая (её также называют «апельсиновым жасмином»). У этого вида декоративна и листва, и цветы, и плоды. При выращивании растения рекомендуется, чтобы освещение было ярким, но рассеянным. Почва должна быть богатой гумусом, хорошо дренированной. Полив должен быть регулярным, но умеренным, поскольку муррайя не переносит избытка влаги; время от времени следует опрыскивать листья. Пересаживать растение следует методом перевалки. Размножают этот вид муррайи семенами и черенками, при этом первый способ предпочтительнее.
Плоды Муррайи метельчатой снижают кровяное давление, обладают тонизирующими свойствами (по преданию, их любил Александр Македонский). Для полоскания горла при простуде используют отвар из листьев. Также можно жевать листья.
При долго не исчезающих язвочках на слизистых оболочках рта достаточно разжевать 1—2 листочка Муррайи метельчатой и получившуюся кашицу подержать на язвочке, после чего та быстро зарубцуется и исчезнет.